# Ranari
Renari (ur. ??? – zm. 6??) – biskup Seo de Urgel w 633 roku.